# جان کیوسک
جان پل کیوساک (به انگلیسی: John Paul Cusack) (زادهٔ ۲۸ ژوئن ۱۹۶۶) بازیگر، تهیه‌کننده و نویسندهٔ آمریکایی است. او در سال ۱۹۹۰ جایزهٔ نقش اول انجمن منتقدان فیلم شیکاگو را به‌خاطر بازی در فیلم همه چیز رو بگو دریافت کرد. او در سال ۱۹۹۸ جایزهٔ بازیگر مکمل را برای فیلم هواپیمای محکومین از شرکت سرگمی بلاکباستر دریافت کرد. از فیلم‌های مشهور وی می‌توان به هواپیمای محکومین، ۲۰۱۲، ۱۴۰۸ و سرزمین منجمد اشاره کرد.

## اوایل دوران زندگی
کیوساک در منطقهٔ اوانستون در ایالت ایلینوی در یک خانوادهٔ کاتولیک ایرلندی-آمریکایی زاده شد. مادرش نانسی کیوساک، از فعالان سیاسی و معلم ریاضی بود؛ پدرش ریچارد کیوساک، بازیگر بود. خواهر و برادرهای جان نیز راه پدر خود را رفته و بازیگرند. همچنین پدر مستندساز بوده و صاحب یک شرکت تهیه فیلم بود. و یکی از دوستان فلیپ بریگان بود. کیوساک برای تحصیل به دانشگاه نیویورک رفت ولی یک‌سال بعد ترک تحصیل کرده و از دانشگاه خارج می‌شود.

## فعالیت
کیوساک شهرتش را در اواسط سال ۱۹۸۰ با بازی در فیلم‌های گروه سنی نوجوانان مثل "شانزده شمع" و "تابستان یک دیوانه" بدست آورد. در سال ۱۹۸۸ در یک موزیک ویدئو و در سال ۱۹۸۹ در در فیلم چیزی بگو ظاهر شد. در اواخر ۱۹۸۰ و اوایل ۱۹۹۰ وی کار خود را توسعه داده و در نقش‌های جدی‌تری همانند نقشش در فیلم چهرهٔ واقعی بازی کرد.
یکی از اولین فیلم‌هایی که نام جان را در میان فیلم‌های برتر پرفروش باکس‌آفیس برد، فیلم زیبای هواپیمای محکومین ساختهٔ جری بروکهایمر بود. از این سال به‌بعد بود که نقش‌های اعطایی به وی نیز بسیار متنوع‌تر شد. به‌عنوان مثال، در فیلمی نقش کنترل‌کنندهٔ ترافیک هوایی و در فیلم دیگری نقش فروشندهٔ مغازه را بازی کرد. فیلم بعدی وی، ۱۴۰۸ بود که در آن با ساموئل جکسون هم‌بازی می‌شود. در فیلم بعدی‌اش به نام گرس رفته نقش پدری تنها را بازی می‌کند. این فیلم روایت‌گر جنگ عراق است. نقش بعدی‌اش نیز نقش یک قاتل بود که در فیلم کمپانی جنگ آن را بازی کرد.
خواهر جان، جون کیوساک نیز در چند فیلم به‌همراه جان ظاهر شده که از این دست فیلم‌ها می‌توان به شانزده شمع، کمپانی جنگ و چیزی بگو اشاره کرد.
از فیلم‌های بعدی جان می‌توان به فیلم ۲۰۱۲ اشاره کرد که در ۱۳ نوامبر ۲۰۱۳ به روی پرده رفت. در این فیلم جان در نقش نویسنده‌ای ظاهر می‌شود که در حال تلاش و تقلا است. در سال بعد، جان در فیلم ماشین زمان وان حمام گرم اشاره کرد. در این فیلم وی در کنار بازیگران دیگری چون کرگ رابینسون و راب کوردری به ایفای نقش پرداخت.
از فیلم‌های سال ۲۰۱۳ جان کیوساک می‌توان به فیلم نقشه‌های ستارگان و سرزمین منجمد اشاره کرد که در آن با نیکولاس کیج هم‌بازی بوده‌است.
جان کیوساک مؤسس و مالک شرکت «نیو کرایم پروداکشنز» است.

## زندگی شخصی
در زمینهٔ ورزش جان کیوساک از طرفداران ورزش بیسبال و دو تیم مطرح «شیکاگو کلابز» و «شیکاگو وایت سوکس» است. خود جان نیز در رشتهٔ کیک‌بوکسینگ به مدت ۲۰ سال ورزش کرده‌است. از مربیان پیشین جان، «بنی اورکیدز»، از قهرمانان اسبق این رشته را می‌توان نام برد. جان برای آمادگی برای بازی در فیلم چیزی بگو، کیک‌بوکسینگ را زیر نظر اورکیدز شروع کرد. جان دارندهٔ کمربند مشکی دان ۶ در این رشتهٔ ورزشی است.
او برادر جون کیوسک و ان کیوسک بازیگران آمریکایی است.

### تفکرات سیاسی
جان کیوساک یکی از منتقدان جدی جورج بوش برای حمله به عراق بود. وی بارها و طی مصاحبه‌های گوناگون، این کار دولت بوش را بسیار قانون‌شکنانه، فاسد و ناراحت‌کننده خطاب کرد. جان همچنین از منتقدان دولت اوباما و سیاست‌های وی در خصوص استفاده از هواپیماهای بدون سرنشین در منطقهٔ خاورمیانه است.

## فیلم‌شناسی
| سال  | عنوان                  | نقش                      | یادداشت                                 |
| ---- | ---------------------- | ------------------------ | --------------------------------------- |
| ۱۹۸۳ | کلاس                   | روسکو                    |                                         |
| ۱۹۸۴ | شانزده شمع             | برایس                    |                                         |
| ۱۹۸۴ | گرندویو، ایالات متحده  | جانی مین                 |                                         |
| ۱۹۸۵ | چیز مطمئن              | والتر گیبسون             |                                         |
| ۱۹۸۵ | بهتر از مردن است       | لین مایر                 |                                         |
| ۱۹۸۵ | سفر ناتی گن            | هری                      |                                         |
| ۱۹۸۶ | کنار من بمان           | دنیس لاچنس               |                                         |
| ۱۹۸۶ | یک تابستان دیوانه      | هوپ مک‌کان                |                                         |
| ۱۹۸۷ | تعقیب آتشین            | دن بارتلت                |                                         |
| ۱۹۸۷ | اخبار تلویزیون         | انگری مسنجر              |                                         |
| ۱۹۸۸ | تیپهدس                 | ایوان الکسیف             |                                         |
| ۱۹۸۸ | هشت مرد بیرونی         | باک واور                 |                                         |
| ۱۹۸۹ | هرچی خواستی بگو…       | لوید دوبلر               |                                         |
| ۱۹۸۹ | مرد چاق و پسر کوچک     | مایکل مریمن              |                                         |
| ۱۹۹۰ | کلاهبرداران            | روی دیلون                |                                         |
| ۱۹۹۱ | رنگ‌های واقعی           | پیتر بارتون              |                                         |
| ۱۹۹۱ | سایه‌ها و مه            | جک                       |                                         |
| ۱۹۹۲ | پیامبران کنار جاده     | کاسپار                   |                                         |
| ۱۹۹۲ | بازیگر                 | خودش                     | مکمل                                    |
| ۱۹۹۲ | نقشه‌ای از قلب انسان    | نقشه ساز                 |                                         |
| ۱۹۹۲ | باب رابرتس             | ادگه هوست                |                                         |
| ۱۹۹۳ | پول برای هیچ           | جوی کویل                 |                                         |
| ۱۹۹۴ | دست و پا زدن           | چی سی                    |                                         |
| ۱۹۹۴ | گلوله‌ها بر فراز برادوی | دیوید شاین               |                                         |
| ۱۹۹۴ | جاده‌ای به ولویل        | چالز اوسینینگ            |                                         |
| ۱۹۹۶ | تالار شهر              | معاون شهردار کوین کالهون |                                         |
| ۱۹۹۷ | گراس پوینت بلنک        | مارتین بلانک             | همچنین نویسنده مشترک و تهیه‌کننده        |
| ۱۹۹۷ | هواپیمای محکومین       | وینس لارکین              |                                         |
| ۱۹۹۷ | تاکسی شیکاگو           | اسکاری من                |                                         |
| ۱۹۹۷ | آناستازیا              | دیمیتری                  | صداپیشه                                 |
| ۱۹۹۷ | نیمه‌شب در باغ خوب و بد | جان کلسو                 |                                         |
| ۱۹۹۸ | این پدر من است         | ادی شارب                 |                                         |
| ۱۹۹۸ | خط باریک سرخ           | کاپیتان گاف              |                                         |
| ۱۹۹۹ | چپاندن قوطی حلبی       | نیک فالزون               |                                         |
| ۱۹۹۹ | گهواره خواهد جنبید     | نلسون راکفلر             |                                         |
| ۱۹۹۹ | جان مالکوویچ بودن      | کریگ شوارتز              |                                         |
| ۲۰۰۰ | وفادارانه              | رابرت گوردون             | همچینن نویسنده مشترک و تهیه‌کننده        |
| ۲۰۰۱ | دلبر آمریکایی          | ادی توماس                |                                         |
| ۲۰۰۱ | سرندیپیتی              | جاناتان تراگر            |                                         |
| ۲۰۰۲ | مکس                    | مکس روتمن                | همچین دستیار تولید                      |
| ۲۰۰۲ | اقتباس                 | خودش                     | مکمل                                    |
| ۲۰۰۳ | هویت                   | ادوارد داکوتا            |                                         |
| ۲۰۰۳ | هیئت منصفه فراری       | نیکولاس ایستر            |                                         |
| ۲۰۰۵ | باید سگ‌ها را دوست داشت | جیک اندرسون              |                                         |
| ۲۰۰۵ | محصول یخی              | چارلی آرگلیست            |                                         |
| ۲۰۰۶ | قرارداد                | ری کین                   |                                         |
| ۲۰۰۷ | گریس رفته              | استنلی فیلیپس            | همچنین تولیدکننده                       |
| ۲۰۰۷ | ۱۴۰۸                   | مایک انسلین              |                                         |
| ۲۰۰۷ | کودک مریخی             | دیوید گوردون             |                                         |
| ۲۰۰۸ | جنگ، شرکت              | برند هاوزر               | همچین نویسنده مشترک و تهیه‌کننده         |
| ۲۰۰۸ | ایگور                  | ایگور                    | صداپیشه                                 |
| ۲۰۰۹ | ۲۰۱۲                   | جکسون کورتیس             |                                         |
| ۲۰۱۰ | جکوزی ماشین زمان       | آدام یتس                 | همچینن تولیدکننده                       |
| ۲۰۱۰ | شاهنگهای               | پل سوامز                 |                                         |
| ۲۰۱۲ | غراب                   | ادگار آلن پو             |                                         |
| ۲۰۱۲ | پسر روزنامه فروش       | هیلاری ون‌وتر             |                                         |
| ۲۰۱۲ | کارخانه                | مایکل فلچر               |                                         |
| ۲۰۱۳ | ایستگاه اعداد          | امرسون کنت               |                                         |
| ۲۰۱۳ | سرزمین منجمد           | رابرت هنسن               |                                         |
| ۲۰۱۳ | سرخدمتکار              | ریچارد نیکسون            |                                         |
| ۲۰۱۳ | پیانو بزرگ             | کلم                      |                                         |
| ۲۰۱۳ | ما حیوان نیستیم        | تونی لاوکرفت             | همچنین نویسنده مشترک و تهیه‌کننده اجرایی |
| ۲۰۱۳ | دنیای بزرگسالان        | رات بیلینگز              |                                         |
| ۲۰۱۴ | مردی با کیف            | جک                       |                                         |
| ۲۰۱۴ | نقشه‌های ستاره‌های سینما | استافورد ویس             |                                         |
| ۲۰۱۴ | رانندگی سخت            | سیمون کلر                |                                         |
| ۲۰۱۴ | شاهزاده                | سام                      |                                         |
| ۲۰۱۴ | عشق و بخشش             | برایان ویلسون            |                                         |
| ۲۰۱۴ | بازپس‌گیری              | بنجامین                  |                                         |
| ۲۰۱۵ | شمشیر اژدها            | لوسیوس                   | در چین منتشر شد                         |
| ۲۰۱۵ | جکوزی ماشین زمان ۲     | آدام یتس                 |                                         |
| ۲۰۱۵ | شای-رک                 | پدر مایک کوریدان         |                                         |
| ۲۰۱۶ | سلول                   | کلیتون ریدل              | همچنین تهیه‌کننده اجرایی                 |
| ۲۰۱۷ | آرسنال                 | سال                      |                                         |
| ۲۰۱۷ | خون‌بها                 | میلر                     |                                         |
| ۲۰۱۷ | استثنایی               | الیاس ون‌دورن             |                                         |
| ۲۰۱۸ | تحریف شده              | ورنون سارسفیلد           |                                         |
| ۲۰۱۸ | رودخانه قرمز می‌شود     | هوراس                    |                                         |
| ۲۰۱۹ | هرگز پیر نشو           | دوچ آلبرت                |                                         |
| ۲۰۲۲ | تعقیب                  | جان کالووی               |                                         |